# Iazurile Miheșu de Câmpie - Tăureni
Iazurile Miheșu de Câmpie – Tăureni alcătuiesc o zonă protejată (arie de protecție specială avifaunistică - SPA) situată în centrul Transilvaniei, pe teritoriul administrativ al județului Mureș.

## Localizare
Aria naturală se află în extremitatea vestică a județului Mureș (în apropierea limitei teritoriale cu județul Cluj), lângă drumul județean DJ151, care leagă localitatea Roșiori de Zăpodea. Situl se întinde pe teritoriile administrative ale comunelor: Șăulia, Miheșu de Câmpie, Pogăceaua, Sânger, Tăureni, Valea Largă și Zau de Câmpie. Centrul sitului Iazurile Miheșu de Câmpie - Tăureni este situat la coordonatele 46°39′13″N 24°12′00″E / 46.653533°N 24.200094°E.

## Descriere
Zona a fost declarată Arie de Protecție Specială Avifaunistică prin Hotărârea  de Guvern nr. 1284 din 24 octombrie 2007 (privind declararea ariilor de protecție specială avifaunistică ca parte integrantă a rețelei ecologice europene Natura 2000 în România) și se întinde pe o suprafață de 1186.5 hectare.
Aria protejată (încadrată în bioregiune geografică continentală) reprezintă o zonă naturală în lunca Văii Sărmașului (râuri, lacuri, mlaștini, turbării, terenuri arabile, pășuni și păduri de foioase) ce asigură condiții de hrană, cuibărit și viețuire pentru mai multe specii (colonii) de păsări migratoare, de pasaj sau sedentare (unele protejate prin lege).

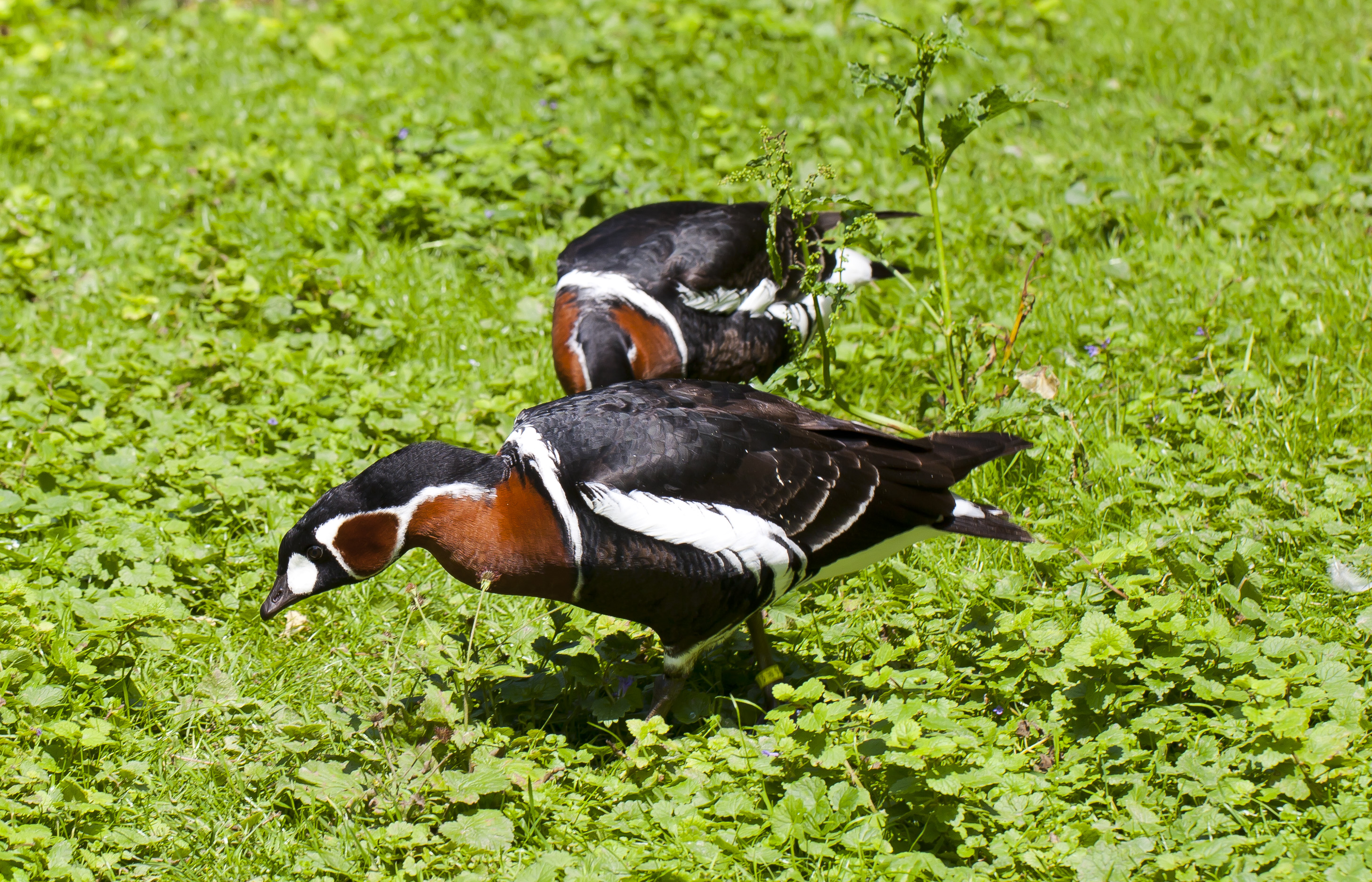
Gâscă-cu-piept-roșu (Branta ruficollis)

Printre speciile de păsări prezente în sit se află: pescăruș albastru (Alcedo atthis), rață fluierătoare (Anas penelope), rață mare (Anas platyrhynchos), rață pestriță (Anas strepera), stârc cenușiu (Ardea cinerea), stârc roșu (Ardea purpurea), 
rață-cu-cap-castaniu (Aythya ferina), rața moțată (Aythya fuligula), rață roșie (Aythya nyroca), buhai de baltă (Botaurus stellaris), gâsca cu piept roșu (Branta ruficollis), rață sunătoare (Bucephala clangula), barză albă (Ciconia ciconia), barză neagră (Ciconia nigra), chirighiță neagră (Chlidonias niger), chirighiță-cu-obraz-alb (Chlidonias hybridus), erete de stuf (Circus aeruginosus), erete vânăt (Circus cyaneus), stârc de noapte (Nycticorax nycticorax), nagâț (Vanellus vanellus) sau corcodel mic (Tachybaptus ruficollis).

## Căi de acces
- Drumul național DN15 pe ruta: Târgu Mureș - Iernut - Mureș -  Luduș - drumul județean DJ151 pe ruta Roșiori - Zăpodea.